# Organisation internationale du travail
Pour les articles homonymes, voir OIT et ILO.
L'Organisation internationale du travail ou OIT (en anglais : International Labour Organization, ILO) est depuis 1946 une agence spécialisée de l'ONU. Sa devise, si vis pacem, cole justitiam (« si tu veux la paix, cultive la justice »), est gravée dans la pierre de ses locaux. Le Bureau international du travail (BIT) est le secrétariat permanent de l'OIT.
Sa mission est de rassembler gouvernements, employeurs et travailleurs de ses États membres dans le cadre d'une institution tripartite, en vue d'une action commune pour promouvoir les droits au travail, encourager la création d'emplois décents, développer la protection sociale et renforcer le dialogue social dans le domaine du travail.
Elle est fondée le 11 avril 1919, à la suite de la Première Guerre mondiale, pour « poursuivre une vision basée sur le principe qu'il ne saurait y avoir une paix universelle et durable sans un traitement décent des travailleurs ». En 1946, l'OIT devient la première agence spécialisée des Nations unies. En 2022, l'Organisation regroupe 187 États membres. Son siège est situé à Genève, en Suisse. Son directeur général, après le Britannique Guy Ryder (2012-2022), est depuis le 1er octobre 2022 le Togolais Gilbert F. Houngbo. L'organisation est distinguée en 1969 par l'attribution du prix Nobel de la paix.

## Histoire

### Esquisse d'une politique internationale du travail avant 1914

#### Conférence de Berlin (1890)
La première « conférence internationale concernant le règlement du travail dans les établissements industriels et dans les mines » se tient à Berlin du 15 au 29 mars 1890, à l'invitation de l’empereur Guillaume II et avec l’aval du pape Léon XIII. Elle réunit les « principaux États industriels de l’Europe » (Allemagne, Autriche-Hongrie, Belgique, Danemark, Espagne, France, Grande-Bretagne, Italie, Luxembourg, Pays-Bas, Portugal, Suède-Norvège, Suisse), à l'exception de la Russie.
La conférence adopte diverses recommandations quant au travail dans les mines, au travail du dimanche et aux conditions d’emploi des enfants, des adolescents et des femmes. Elle préconise que l’exécution de ces mesures soit « surveillée par un nombre suffisant de fonctionnaires spécialement qualifiés, nommés par le gouvernement » et « indépendants des patrons, aussi bien que des ouvriers » (les inspecteurs du travail). Elle invite également les États participants à échanger entre eux les « rapports annuels » de ces fonctionnaires, les « relevés statistiques » et les « prescriptions émises par voie législative ou administrative » dans le domaine du travail.

#### Office international de Bâle en 1901
L'assemblée constitutive de l'Association internationale pour la protection légale des travailleurs (AIPLT ou APLT) se tient à Bâle les 27 et 28 septembre 1901. Le secrétariat de l'AIPLT est assuré par l'Office international du travail, dont le siège est également fixé à Bâle. Si l'association vise à réunir les partisans de la protection légale des travailleurs pour promouvoir cette dernière, l'office se présente comme un organisme privé indépendant à caractère scientifique.
C'est à l'initiative de l'AIPLT que sont signées à Berne, le 26 septembre 1906, les deux premières conventions internationales du travail, l'une sur l'interdiction du travail de nuit des femmes dans l'industrie, l'autre sur l'interdiction de l'emploi du phosphore blanc dans l'industrie des allumettes. La première est signée par l'Allemagne, l'Autriche-Hongrie, la Belgique, le Danemark, l'Espagne, la France, la Grande-Bretagne, l'Italie, le Luxembourg, les Pays-Bas, le Portugal, la Suède et la Suisse. La seconde ne porte que sept signatures, celles de l'Allemagne, du Danemark, de la France, de l'Italie, du Luxembourg, des Pays-Bas et de la Suisse.

### Création et développement de l'OIT

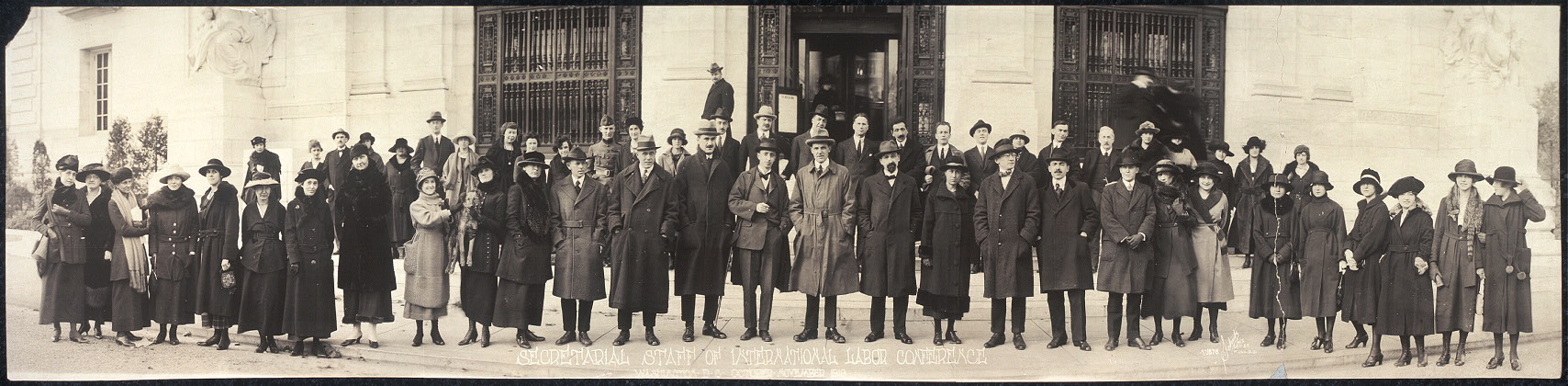
Secrétariat de la conférence internationale du travail, à Washington, D.C. (novembre 1919).

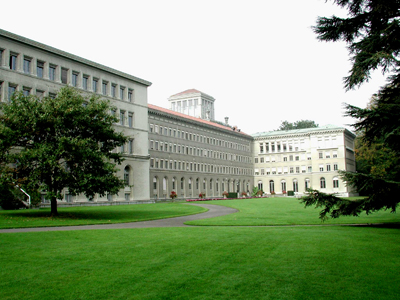
Siège de l'OIT de 1926 à 1975, devenu Centre William-Rappard en 1977.

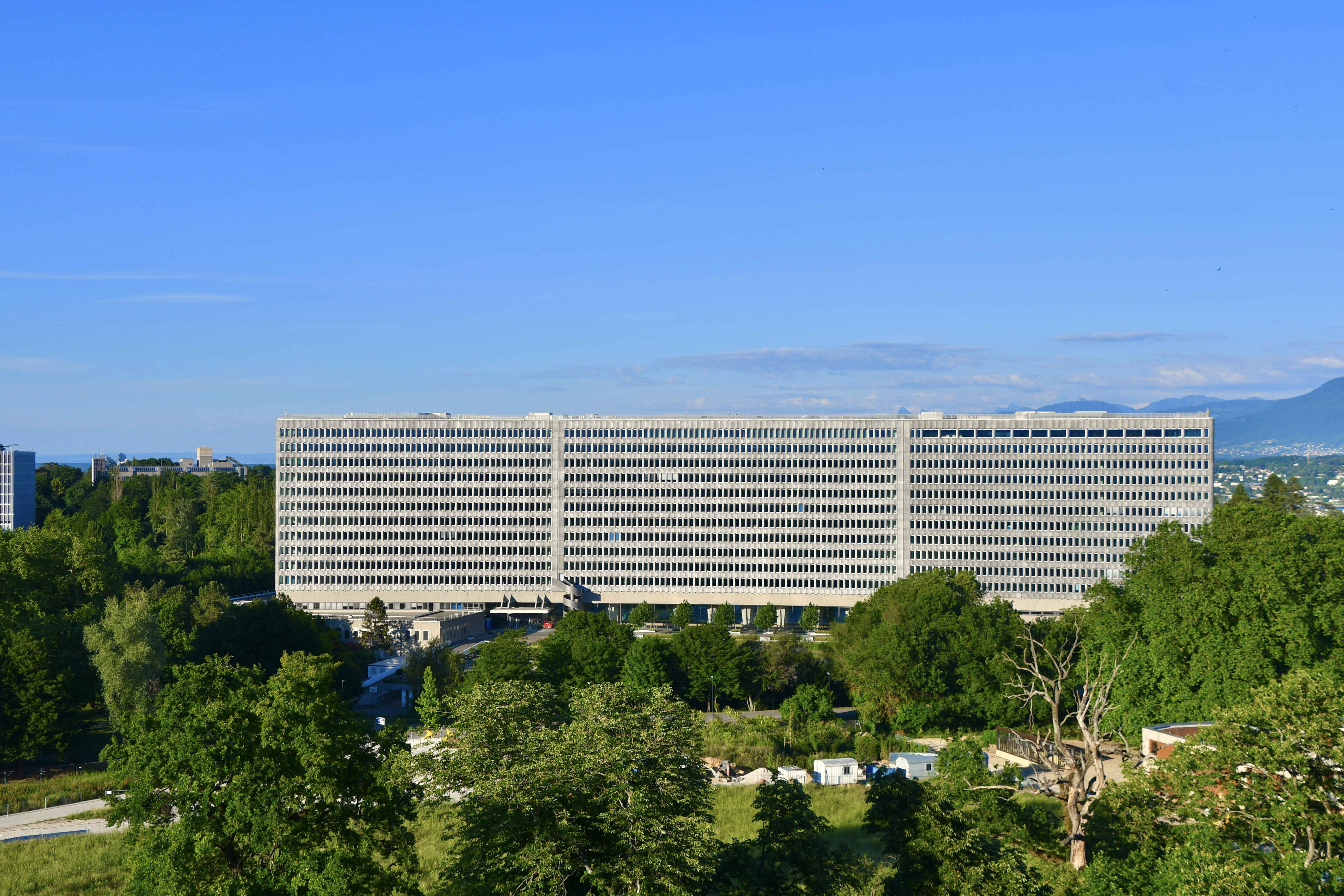
Siège actuel de l'OIT à Genève, inauguré en 1975.

En 1919, les États signataires du traité de Versailles créent l'Organisation internationale du travail (OIT), en marge de la Société des Nations.
Avec la résolution du premier conflit mondial, beaucoup sont conscients du fait « qu'il existe des conditions de travail impliquant pour un grand nombre de personnes l'injustice, la misère et les privations, ce qui engendre un tel mécontentement que la paix et l'harmonie universelles sont mises en danger ». Arthur Fontaine – l'un des rédacteurs de la partie XIII qui a permis la création de l'institution – commence sa constitution en affirmant qu'« une paix universelle et durable ne peut être fondée que sur la base de la justice sociale ».
En 1926, la nouvelle organisation s'installe au Centre William Rappard, à Genève.
En 1927, l'OIT a mis à l'ordre de sa douzième session prévue pour 1929 la question du travail obligatoire, institutionnalisé depuis 1917 dans les colonies belges. Une mission d'enquête est réclamée en Belgique en 1930 par les politiques, polémique dont le journal La Libre Belgique se fait largement écho, en particulier dans les plantations congolaises de café.
Le 10 mai 1944, la Conférence générale de l'Organisation internationale du travail, réunie à Philadelphie, adopte la déclaration de Philadelphie. Parmi les institutions de la Société des Nations (SDN), l'OIT est la seule organisation qui survit telle quelle à la disparition de celle-ci en 1946 (plusieurs agences de l'ONU sont directement inspirées de sections de la SDN). L'OIT devient une institution spécialisée de l'Organisation des Nations unies (ONU). Dotée d'une structure tripartite unique, elle réunit sur un pied d'égalité les représentants des gouvernements, des employeurs et des travailleurs pour débattre des questions relatives au travail et à la politique sociale. Le secrétariat de l'Organisation, le Bureau international du travail (BIT), a son siège à Genève en Suisse et gère des bureaux extérieurs dans plus de 40 pays. En 1946, le Tribunal administratif de l'Organisation internationale du travail (TAOIT), créé en 1927, est transféré à l'OIT. Il est le tribunal administratif devant lequel les employés et employeurs d'organisations internationales règlent leurs différends.
Après-guerre, Victor Martin (1912-1989), le sociologue et résistant belge qui en 1943 s'était approché secrètement du camp d'Auschwitz et du ghetto de Sosnowiec pour en connaitre le rôle réel, rejoint l'OIT et y travaille jusqu'à sa retraite.
En 1969, à l'occasion de son cinquantième anniversaire, l'OIT reçoit le prix Nobel de la paix.
En février 2002, l'OIT crée une Commission mondiale sur la dimension sociale de la mondialisation. Cet organe indépendant a pour but d'amener le débat à quitter le terrain de la confrontation pour celui du dialogue et de jeter ainsi les bases de l'action pour faire en sorte que la mondialisation profite à davantage de personnes.
Le 10 juin 2008, l'OIT adopte à l'unanimité sa nouvelle déclaration de foi, la « Déclaration sur la justice sociale pour une mondialisation équitable ».
Depuis 2016, l'OIT compte 187 États-membres après l'adhésion du Royaume des Tonga.
Le 11 novembre 2023, le conseil d'administration de l'OIT saisit pour la première fois de son histoire la Cour internationale de justice afin que celle-ci statue sur l'application de la convention n°87 et son lien avec l'exercice du droit de grève,.

## Publications et données de l'OIT

### Rapport, enquêtes et résolutions
L'OIT constitue un observatoire international incomparable pour toutes les questions ayant trait au monde du travail.

### Statistiques
- ILOSTAT[15] : fournit des statistiques annuelles et infra-annuelles du marché du travail sur plus de 100 indicateurs couvrant 230 pays, régions et territoires.
- LABORSTA[16] : présente les principales statistiques du travail officielles pour plus de 200 pays de 1969 à 2008. N'étant plus mise à jour, elle est progressivement remplacée par ILOSTAT.
- ICMT[17] : indicateurs clés du marché du travail : ils dépeignent en détail la quantité et la qualité des emplois dans le monde selon 20 indicateurs. Ils couvrent des aspects quantitatifs (comme le taux d'activité, l'emploi, l'inactivité, l'élasticité de l'emploi, les secteurs d'activité, la productivité du travail et le chômage) et des aspects qualitatifs (comme les heures de travail, les salaires, le statut dans l'emploi, la durée du chômage et d'autres).
- Enquête de main d'œuvre[18] : c'est une enquête standard fondée sur les ménages et présentant des statistiques en rapport avec le travail.

### Bases de données
- NORMLEX[19] : base de données très complète qui réunit des informations sur les normes internationales du travail et fournit un accès libre aux dernières informations concernant les normes internationales du travail ainsi que les législations nationales en matière de travail et de sécurité sociale.
- NATLEX[20] : base de données sur les législations nationales du travail, de la sécurité sociale et des droits de l'Homme. Les enregistrements figurant dans NATLEX contiennent (en anglais/français/espagnol) des résumés de la législation et des informations bibliographiques. Ces contenus sont classés par sujet et indexés avec des mots-clés. Dans la mesure du possible, le texte complet de la loi répertoriée ou une source électronique pertinente sont annexés à l'enregistrement.
- EPLEX[21] : base de données sur les législations de protection de l'emploi. Elle fournit des informations sur les législations régissant le licenciement dans plus de 85 pays. La Base est structurée autour de 50 variables reprenant les thèmes clés du domaine. Elle est mise à jour annuellement pour permettre l'analyse des changements législatifs dans le temps, par thème et par pays.
- CISDOC[22] : base de données bibliographiques qui contient environ 70.000 signalements de documents traitant des accidents du travail, des maladies professionnelles ainsi que des moyens de les prévenir : Lois et règlements, fiches de sécurité chimique, matériel de formation, normes et articles de périodiques.
- LABORDOC[23] : base de données de la bibliothèque du BIT qui contient des références et des accès en ligne à des documents du monde entier sur le monde du travail. Ces documents traitent de tous les aspects du travail et des moyens de subsistance durables, ainsi que des aspects du développement économique et social, des droits de l'Homme et du changement technologique relatifs au travail. Ces documents sont disponibles à la bibliothèque du BIT à Genève et dans plusieurs bibliothèques de l'OIT dans le monde.
- ISCO : base de données sur les métiers et professions dans le monde entier.

## Organisation

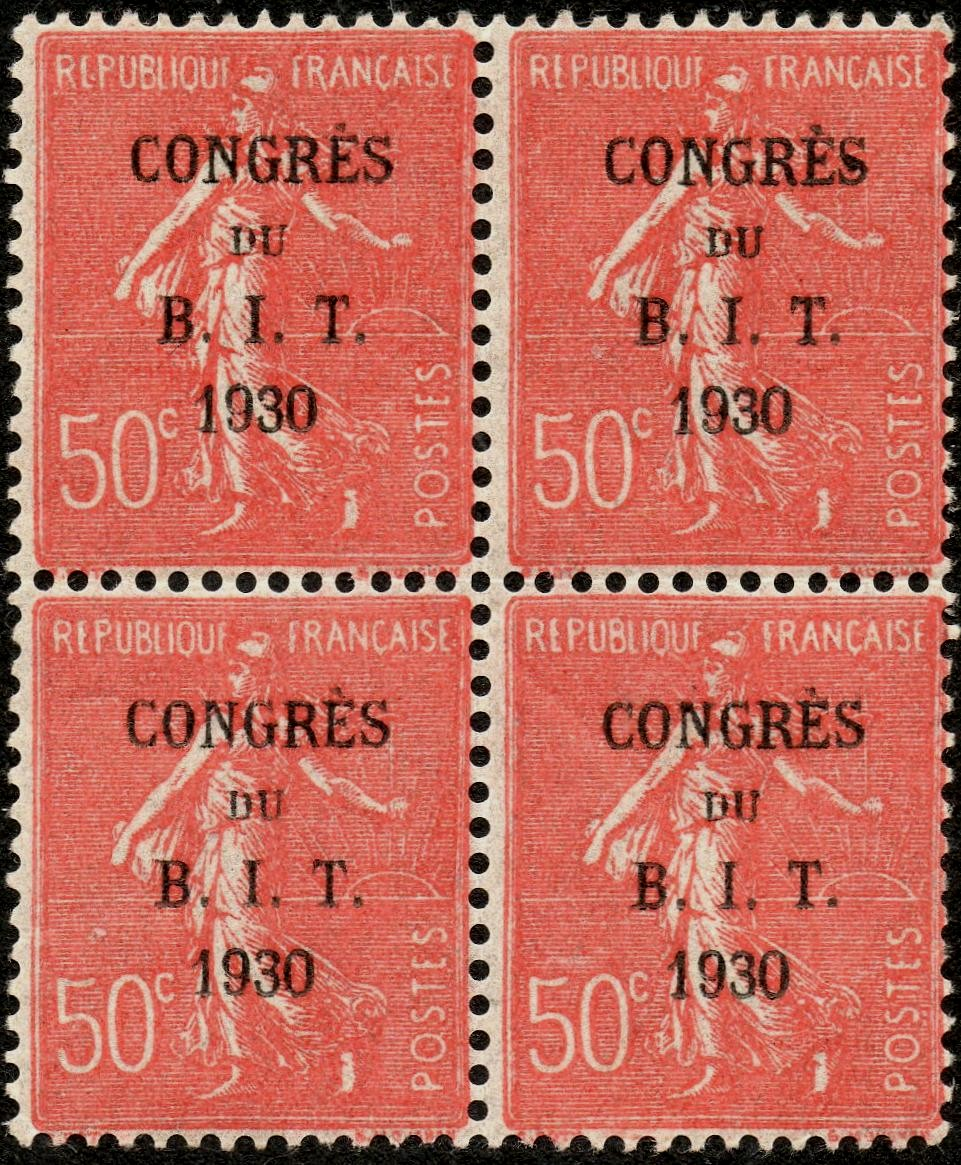
Timbre-poste français émis à l'occasion du congrès de 1930 à Paris.

La Conférence internationale du travail réunit une fois par an les mandants de l'OIT (représentants gouvernementaux, travailleurs et employeurs) et oriente les travaux de l'Organisation. Elle adopte les nouvelles normes internationales du travail et détermine le programme et le budget de l'Organisation. Entre deux sessions de la Conférence, le conseil d'administration − composé de 28 membres gouvernementaux, de 14 membres employeurs et de 14 membres travailleurs − pilote les activités de l’OIT. En 2014, l'OIT a un budget d'environ 800 millions de dollars, pour environ 2 700 salariés.
Le Bureau du conseiller juridique protège les intérêts juridiques de l'OIT en fournissant des conseils au directeur général, au Bureau et aux organes directeurs de l'OIT.

## Normes et déclarations relatives aux principes et droits fondamentaux au travail
Il existe actuellement 189 conventions et 202 recommandations, dont certaines remontent à la création de l'OIT en 1919.
Le conseil d'administration du BIT a qualifié de fondamentales les conventions qui traitent de questions considérées comme des principes et des droits fondamentaux au travail :
1. liberté syndicale et reconnaissance effective du droit de négociation collective ;
2. élimination du travail forcé ou obligatoire (à l'exception du « service militaire, [du] travail des prisonniers sous surveillance appropriée et [des] cas de force majeure tels que les guerres, les incendies ou les séismes »[25]) ;
3. abolition effective du travail des enfants : l'OIT a établi un Programme international pour l'abolition du travail des enfants ;
4. amélioration de la condition de travail ;
5. élimination de la discrimination en matière d'emploi et de profession.

Ces principes sont également énoncés dans la déclaration de l'OIT relative aux principes et droits fondamentaux au travail de 1998.

### Conventions

#### Conventions fondamentales
Les huit conventions fondamentales sont les suivantes :
- convention (no 87) sur la liberté syndicale et la protection du droit syndical (1948) ;
- convention (no 98) sur le droit d’organisation et de négociation collective (1949) ;
- convention (no 29) sur le travail forcé (1930) ;
- convention (no 105) sur l'abolition du travail forcé (1957) ;
- convention (no 138) sur l'âge minimum (1973) ;
- convention (no 182) sur les pires formes de travail des enfants (1999) ;
- convention (no 100) sur l'égalité de rémunération (1951) ;
- convention (no 111) concernant la discrimination (emploi et profession) (1958).

#### Conventions prioritaires
Le conseil d'administration du BIT a également qualifié quatre autres conventions d'instruments prioritaires, encourageant ainsi les États membres à les ratifier en raison de leur importance pour le fonctionnement du système de normes internationales du travail. Les quatre conventions prioritaires sont les suivantes :
- convention (no 81) sur l'inspection du travail (1947) ;
- convention (no 129) sur l'inspection du travail (agriculture) (1969) ;
- convention (no 144) sur les consultations tripartites relatives aux normes internationales du travail (1976) ;
- convention (no 122) sur la politique de l’emploi (1964).

## Directeurs généraux
- Albert Thomas : 1920-1932
- Harold Butler : 1932-1939
- John Winant : 1939-1941
- Edward Phelan : 1941-1948
- David Morse : 1948-1970
- Wilfred Jenks : 1970-1973
- Francis Blanchard : 1974-1989
- Michel Hansenne : 1989-1999
- Juan Somavía : 1999-2012
- Guy Ryder : 2012-2022[26]
- Gilbert Houngbo : depuis le 1er octobre 2022

## Présidents du conseil d'administration
Ils sont élus pour un mandat d'un an renouvelable. Arthur Fontaine, président fondateur, le resta jusqu'à sa mort en 1931.

## L'OIT et le travail des enfants
La nécessité de protéger les travailleurs en général et les travailleurs mineurs en particulier s’est soldée par l’adoption de plusieurs conventions dites conventions sur le travail. Ces conventions sont le fait de l’OIT, organisme spécialisée de l’ONU au travers du BIT. Cet organisme a produit des textes qui constituent des instruments juridiques protecteurs pour régir le travail des mineurs. L’une de ces conventions la C 182 revêt une certaine importance.

### Conventions relatives au travail des mineurs
Parmi ces conventions, celles intéressant le travail des mineurs sont : la convention no 6 dénommée « convention sur le travail de nuit des enfants » de 1919, mise en vigueur le 21 novembre 1960. Elle vise la réglementation du travail de nuit des enfants dans l’industrie. Son objectif majeur est d’ériger en principe l’interdiction du travail de nuit des enfants. Cette mesure est reprise par le code du travail de 1995. Cependant, la protection est atténuée dans la mesure où il est admis des dérogations à ce principe.
Ensuite la convention no 138 de 1973 dénommée « convention sur l’âge minimum ». Elle est entrée en vigueur le 7 février 2002. Cette convention recommande un âge minimum d’admission au travail. Elle traduit la volonté de la communauté internationale d’uniformiser la barre de l’âge minimum d’admission à l’emploi. C’est une mesure pour interdire l’emploi d’un individu en dessous de 14 ans.
La convention no 29 sur le travail forcé est également applicable au travail des mineurs dans la mesure où la déclaration universelle des droits de l’Homme de 1948 interdit l’esclavage pour tout individu. Au travers de l’application de cette norme, le mineur devrait être en principe exempt de pratiques l’aliénant au travail.
La convention C 138 couplée à celle sur les pires formes de travail des enfants la C 182 oblige les États à fixer un âge minimum d’admission des enfants à l’emploi et un âge de fin de scolarité obligatoire.
L’OIT a aussi fait de la lutte contre le travail illicite, son « cheval de bataille ». Le travail illicite des mineurs rentre aussi dans le cadre de son combat. Mais il faut noter que dans l’édiction de ses conventions, l’OIT laisse la latitude aux États signataires de définir leur modalité d’application sur la base de certaines recommandations. Parmi les conventions de l’OIT, la C 182 est intervenue dans un contexte particulier et semble avoir hérité d’une certaine importance.